# Корякина, Ольга Даниловна
Ольга Даниловна Корякина (20 января 1927 — 3 декабря 2017) — передовик советского чёрной металлургии, мастер Часов-Ярского комбината огнеупорных изделий Министерства чёрной металлургии Украинской ССР, Донецкая область, Герой Социалистического Труда (1971).

## Биография
Родилась в 1927 году в селе Приволье, донецкой области, в украинской крестьянской семье. Окончила семь классов школы. С 1941 по 1943 годы находилась в оккупации. В 1949 году завершила обучение в Артёмовском керамико-механическом техникуме.  
По распределению была трудоустроена мастером на Часов-Ярский комбинат огнеупорных изделий. Прошла трудовой путь от мастера до начальника пеношамотного отделения. 
Указом Президиума Верховного Совета СССР от 30 марта 1971 года за особые заслуги и высокие производственные достижения в чёрной металлургии Ольге Даниловне Корякиной было присвоено звание Героя Социалистического Труда с вручением ордена Ленина и медали «Серп и Молот».
Отработала на одном предприятии 32 года. Ушла на заслуженный отдых в 1980 году.  
Проживала в Саратове у дочери. Умерла 3 декабря 2017 года. Похоронена на Елшанском городском кладбище.  

## Награды
За трудовые успехи была удостоена:
- золотая звезда «Серп и Молот» (30.03.1971)
- Два ордена Ленина (22.03.1966, 30.03.1971)
- Медаль "За трудовое отличие" (13.04.1954)
- другие медали.